# Hammarland
Hammarland es una localidad de Finlandia monolingüe en sueco dentro del territorio autónomo de las Islas Åland.
Con más de un 96 % de suecófonos es quizá la localidad con un mayor porcentaje de personas que hablan sueco.
Märket, el punto occidental de Finlandia, está en Hammarland.